# Drag Den
Drag Den (with Manila Luzon) es una serie de televisión filipina con formato reality/concurso de drag. Estrenada el 8 de diciembre de 2022 por Amazon Prime Video, con Manila Luzon como conductora y jueza principal de la temporada. La serie es producida por Cornerstone Studios y Project 8 Projects, con Rod Singh como creadora, directora y productora.
El show presenta ocho drag queens preparadas para competir por la corona y se titulará como la "Primer Drag Suprema filipina. La ganadora de la primera temporada de Drag Den es NAIA, con Shewarma y Maria Cristina como finalistas.

## Producción
En julio de 2021, la exparticipante de Rupaul's Drag Race Manila Luzon habló en una entrevista con Entertainment Weekly sobre un nuevo proyecto que la tendría como conductora y jurado. Luzon dijo: "Estoy emocionada de que vamos a crear una oportunidad similar a [la que] RuPaul y World of Wonder me han dado". El programa no está afiliado a RuPaul's Drag Race ni a su productora, World of Wonder. La productora del programa filipino es Cornerstone Studios y Project 8 Projects y se estrenará en la plataforma de transmisión WeTV.
El 16 de agosto de 2021, Luzon se asoció con TikTok y anunció una convocatoria de casting para el programa. La fecha límite para la convocatoria de casting finalizó el 31 de agosto de 2021. Después del anuncio de la convocatoria de casting para Drag Den, RuPaul anunció una convocatoria de casting para Drag Race Filipinas. Muchos fanáticos vieron este anuncio de RuPaul y World of Wonder como un acto de malicia contra Manila. Un año después, Drag Race Filipinas se estrenó en agosto de 2022. Jiggly Caliente (ex concursante de Drag Race y jurado en la versión filipina) abordó la situación con Digital Spy y dijo: "Definitivamente no hay rivalidad porque Manila sabía que yo estaba haciendo Drag Race y yo sabía de ella haciendo Drag Den".

### Lanzamiento y promoción
Después de una larga pausa de la serie, las redes sociales del programa publicaron una actualización con el título que decía "#justwokeup",  haciendo que muchos especulen que el programa comenzaría pronto. El 16 de noviembre de 2022, se reveló un avance oficial con Manila Luzon sentada en un trono en la oscuridad. Al final del video teaser, anunció que el programa se estrenaría en diciembre sin fecha.

## Concursantes
Las edades, nombres y ciudades indicados son las correspondientes al momento de la filmación.
| Concursante    | Edad | Origen                    | Posición   |
| -------------- | ---- | ------------------------- | ---------- |
| NAIA           | 26   | Las Piñas, Metro Manila   | Ganadora   |
| Shewarma       | 22   | Pateros, Metro Manila     | Finalistas |
| Maria Cristina | 28   | Bulacan, Central Luzon    | Finalistas |
| Barbie-Q       | 35   | Quezon City, Metro Manila | 4.º lugar  |
| Lady Gagita    | 29   | Davao City, Dávao del Sur | 5.º lugar  |
| Aries Night    | 24   | Antipolo, Rizal           | 6.º lugar  |
| O-A            | 24   | Parañaque, Metro Manila   | 7.º lugar  |
| Pura Luka Vega | 32   | Manila, Metro Manila      | 8.º lugar  |

## Progreso de las concursantes
| Concursante    | Episodio | Episodio | Episodio | Episodio | Episodio | Episodio  | Episodio  | Episodio |
| Concursante    | 1        | 2        | 3        | 4        | 5        | 6         | 7         | 8        |
| -------------- | -------- | -------- | -------- | -------- | -------- | --------- | --------- | -------- |
| NAIA           | SAFE     | SAFE     | SAFE     | SAFE     | SAFE     | SAFE      |           | Ganadora |
| Shewarma       | Ganador  | SAFE     | SAFE     | SAFE     | SAFE     | SAFE      | Finalista |          |
| Maria Cristina | SAFE     | Ganador  | Ganador  | SAFE     | SAFE     | SAFE      | Finalista |          |
| Aries Night    | Ganador  | SAFE     | SAFE     | SAFE     | Ganador  | ELIM      | Invitada  |          |
| Barbie-Q       | SAFE     | SAFE     | Ganador  | SAFE     | SAFE     | ELIM      | Invitada  |          |
| Lady Gagita    | SAFE     | SAFE     | SAFE     | Ganador  | SAFE     | Eliminado | Invitada  |          |
| O-A            | SAFE     | SAFE     | SAFE     | SAFE     | Ganador  | Eliminado | Invitada  |          |
| Pura Luka Vega | SAFE     | SAFE     | SAFE     | SAFE     | SAFE     | Eliminado | Invitada  |          |

### Clasificación de los concursantes
| Rango | Ronda          | Ronda          | Ronda                   | Ronda          | Ronda           | Ronda                | Clasificación Final          | Puntos totales |
| Rango | 1              | 2              | 3                       | 4              | 5               | 6                    | Clasificación Final          | Puntos totales |
| ----- | -------------- | -------------- | ----------------------- | -------------- | --------------- | -------------------- | ---------------------------- | -------------- |
| 1     | Shewarma       | María Cristina | María Cristina Barbie-Q | Lady Gagita    | O-A Aries Night | Barbie-Q Aries Night | María Cristina NAIA Shewarma |                |
| 2     | Lady Gagita    | NAIA           | María Cristina Barbie-Q | Shewarma       | O-A Aries Night | Barbie-Q Aries Night | María Cristina NAIA Shewarma |                |
| 3     | O-A            | Aries Night    | NAIA                    | María Cristina | NAIA            | NAIA                 | María Cristina NAIA Shewarma |                |
| 4     | María Cristina | Pura Luka Vega | Pura Luka Vega Shewarma | NAIA           | Pura Luka Vega  | Shewarma             | Barbie-Q                     | 90.2           |
| 5     | Pura Luka Vega | Lady Gagita    | Pura Luka Vega Shewarma | Pura Luka Vega | Barbie-Q        | O-A                  | Lady Gagita                  | 90.14          |
| 6     | Aries Night    | Barbie-Q       | Lady Gagita             | Barbie-Q       | Lady Gagita     | Lady Gagita          | Aries Night                  | 87.53          |
| 7     | Barbie-Q       | Shewarma       | O-A                     | O-A            | Shewarma        | María Cristina       | O-A                          | 87.43          |
| 8     | NAIA           | O-A            | Aries Night             | Aries Night    | María Cristina  | Pura Luka Vega       | Pura Luka Vega               | 87.2           |

## Jueces invitados
Los jueces invitados son llamados "Drag Enforcer" en la serie. Se enumeran en orden cronológico.
- Catriona Gray, modelo and Miss Universe 2018.
- K Brosas, actriz and comediante.
- Eula Valdez, actriz.
- KZ Tandingan, cantante.

### Invitadas especiales
Invitadas que aparecieron en episodios, pero no juzgaron en el escenario principal.
Episode 8
- Pie, drag queen
- Let-Let, drag queen
- Bobby, drag queen